# Veerappanchatiram
Veerappanchatiram är en stad i den indiska delstaten Tamil Nadu, och tillhör distriktet Erode. Den är en förort till Erode, och folkmängden uppgick till 84 453 invånare vid folkräkningen 2011.